# Manchester Museum
Le Manchester Museum dépend de l'université de Manchester. Situé sur l'Oxford Road (A34) en plein cœur des bâtiments néo-gothiques du campus, il présente environ 6 millions d'objets venus du monde entier et est une des principales ressources pour l'enseignement et la recherche, en plus d'être un musée public. 

## Collections sélectionnées

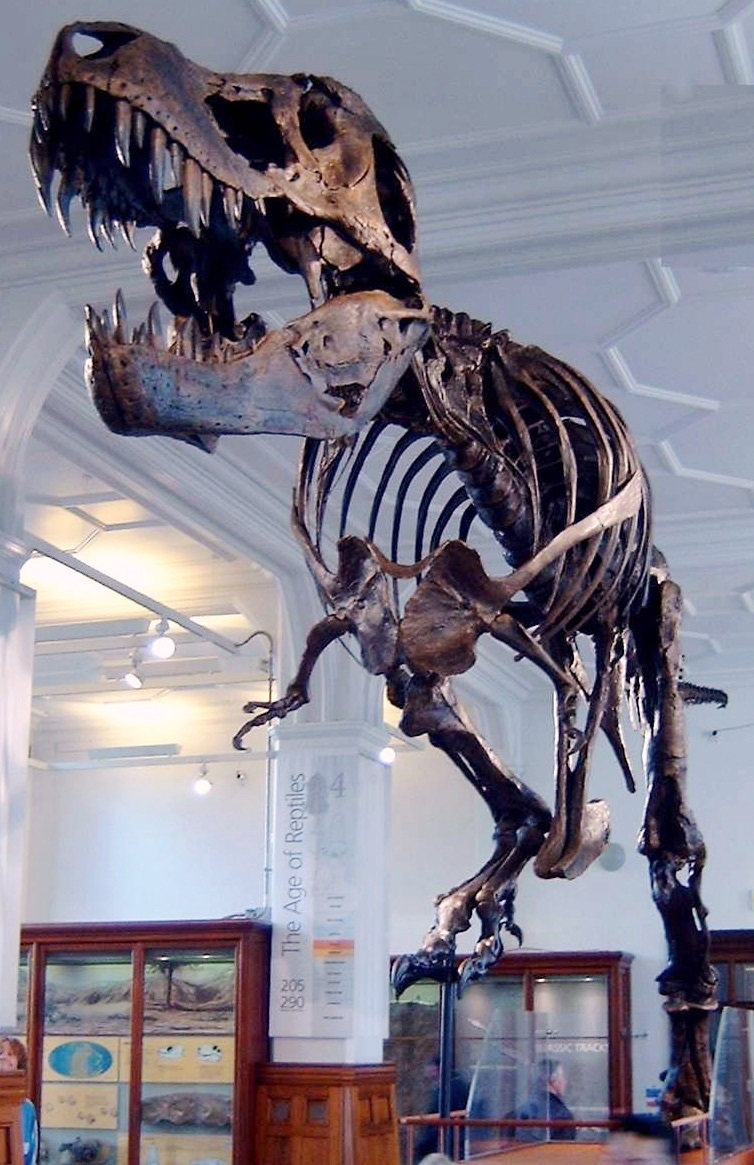
« Stan » le T. rex du Manchester Museum le 4 novembre 2004 quand il a été présenté la première fois au public.

Les principales collections du musée sont :
Monde entier
- Archerie - collection de 2 000 objets collectés par Ingo Simon
- Armures
- Coléoptères avec environ 900 000 spécimens, collectés par W. D. Hincks et d'autres

Amérique
- Grenouilles et anciennes poteries d'Amérique
- Fossile d'un Tyrannosaurus rex trouvé dans le Dakota du Sud (surnommé « Stan »)

Eurasie et Afrique
- Plantes, monnaies et minéraux d'Europe
- Art des anciennes civilisation de la Méditerranée
- Mammifères et objets artisanaux d'ancienne Égypte
- Papillons d'Inde

Océanie
- Oiseaux et tissus d'écorce du Pacifique
- Fossiles et art aborigène d'Australie, incluant la collection Emile Clement provenant du Bankfield Museum, Halifax, Angleterre